# Matched grip

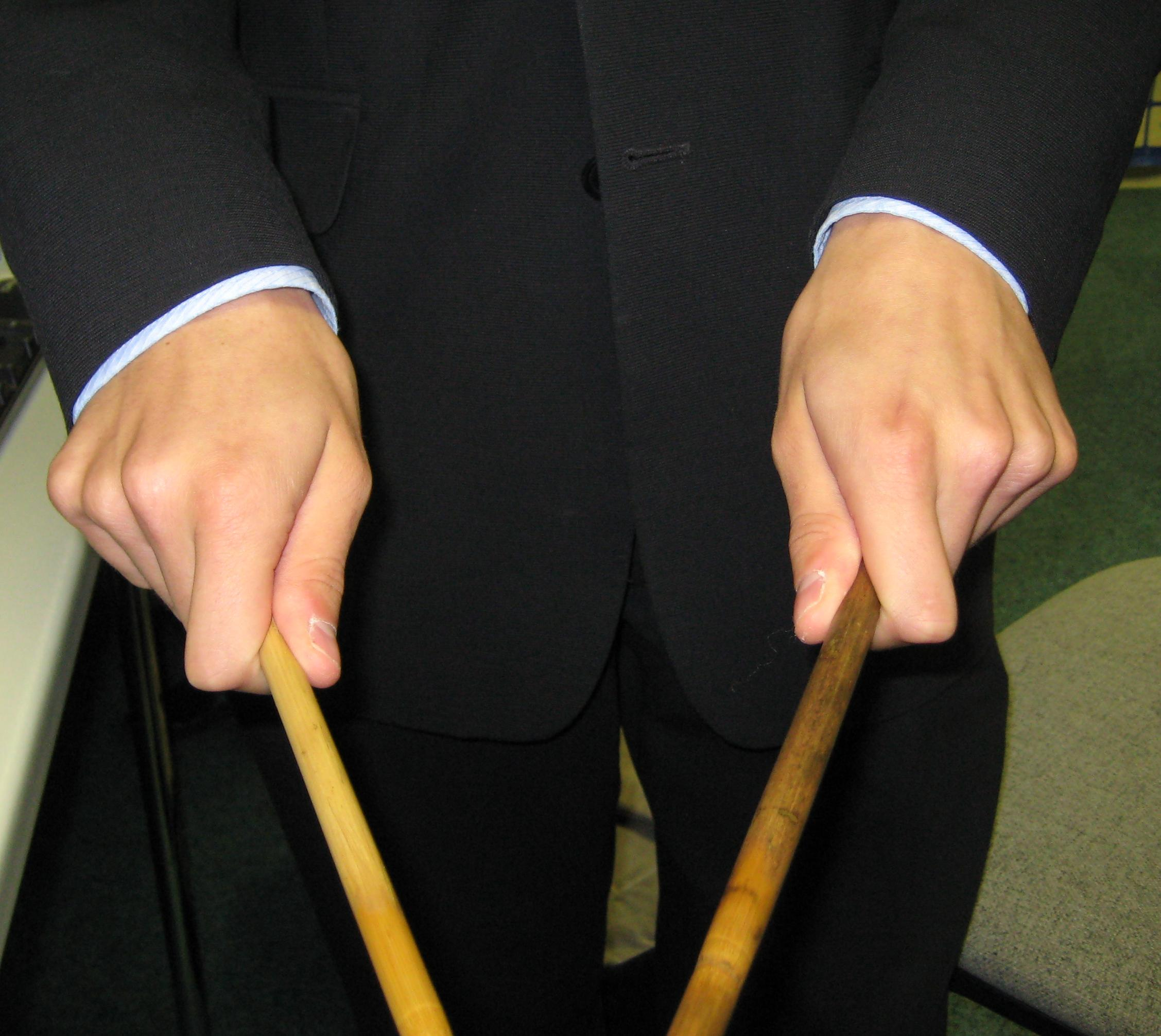
Bovenhandse matched grip

Matched grip is een manier om een percussieinstrument of het drumstel te bespelen. Het meest gebruikte alternatief voor de matched grip is de traditional grip. Praktisch alle matched grips zijn overhand grips, dit betekent dat de palm van de hand boven de stok zit. Matched grip wordt meestal in 3 verschillende grips onderverdeeld:

## Franse grip
De Franse grip is de manier waarop de meeste snelheid kan worden verkregen, in deze grip houdt men de stokken vast met de duim omhoog waardoor de stok recht vooruit steekt en gebruikt men de andere vingers om de stok op en neer te laten bewegen. Deze grip of een afgeleide daarvan wordt gebruikt bij het breken snelheidrecords.

## Duitse grip
In deze grip staan de polsen horizontaal, en maken de stokken als ze tegen elkaar aan komen onder een hoek van 90°. De slagen vanuit deze positie kunnen harder dan die van de andere en komen vanuit óf een rotatie om de lengte as van de arm óf vanuit een zweepslag beweging zoals in de Moeller techniek.

## Amerikaanse grip
Deze grip is een mengvorm van de twee bovenstaande grips waarbij de polsen in een hoek van 45° staan. Op deze manier kan de pols snel naar binnen worden gedraaid voor extra snelheid en ook snel naar buiten worden gedraaid voor extra kracht